# حوكمة متعددة المستويات
الحوكمة متعددة المستويات (بالإنجليزية: Multi-level governance)‏، هي مقاربة علمية لتحليل سياسات الاتحاد الأوروبي وتصور واضح يصف شكل خاص من الإدارة بمنحى تشاركي وتوافقي عند اتخاذ القرارات في الاتحاد الأوروبي، وعلى الترابط بين المستويات السياسية المختلفة، كما هو الحال في الاتحاد الأوروبي. تتميز هذه الحوكمة بطريقة الترابط بين عدة مستويات عمل وتجعل الاتحاد الأوروبي من منظور هذه المقاربة يشبه النظام السياسي الاتحادي.
طور علماء السياسة ليسبيت هوغي و غاري ماركس مفهوم الحكم متعدد المستويات في أوائل التسعينات، و كانوا يساهمون باستمرار في برنامج البحث في سلسلة من المقالات. وقد نشأت نظريتهم من دراسة الهياكل الجديدة التي وضعها الاتحاد الأوروبي (معاهدة ماستريخت) في عام 1992. وتعكس الحوكمة المتعددة المستويات فكرة وجود هياكل سلطة متفاعلة كثيرة في العمل في الاقتصاد السياسي العالمي الناشئ. وهو يضيء التشابك الحميم بين المستويات المحلية والدولية للسلطة.